# Euphlyctis mudigere
Euphlyctis mudigere é uma espécie de anfíbio anuro da família Dicroglossidae. Está presente na Índia. A UICN classificou-a como pouco preocupante.